# Nicolae Vulpe
Nicolae Vulpe (n. 3 octombrie 1876, Murani- d.24 februarie 1951, Timișoara) a fost un deputat în Marea Adunare Națională de la Alba Iulia, organismul legislativ reprezentativ al „tuturor românilor din Transilvania, Banat și Țara Ungurească”, cel care a adoptat hotărârea privind Unirea Transilvaniei cu România, la 1 decembrie 1918.

## Biografie
După absolvirea liceului, Nicolae Vulpe a intrat la Seminarul Teologic din Arad, urmând ca în anul 1901, să fi hirotonit ocupând parohia Jadani în calitate de Preot, pe care a păstorit-o 42 de ani, până la 1 mai 1943, când a intrat la pensie.La 1 septembrie 1916 a fost deportat și internat la Sopron-Lok, până la 19 iunie 1917, iar după eliberare a fost închis 30 de zile. La 1923 a fost decorat cu Coroana României, în grad de Cavaler , apoi în anul 1936, cu Ordinul Ferdinand I, în grad de Cavaler. Patru ani mai târziu (1940) a fost iar decorat cu Medalia Ferdinand I, cu spada de comandant al Gărzilor Naționale în rang de căpitan.

## Activitatea politică
Ca deputat în Adunarea Națională din 1 decembrie 1918 a fost delegat al cercului electoral Cocota, județul Timiș.